# Friedrich-Kiesler-Preis
Der Österreichische Friedrich Kiesler-Preis für Architektur und Kunst wird für außerordentliche Leistungen in  Kunst und Architektur vergeben. Der Preis wurde 1997 auf ausdrücklichen Wunsch von Friedrich Kieslers zweiter Frau Lillian ins Leben gerufen und erinnert an den 1965 verstorbenen, international erfolgreichen Architekten und Künstler.
Alle zwei Jahre wird diese mit 55.000 Euro dotierte Auszeichnung alternierend von der Republik Österreich und der Stadt Wien verliehen. Die Durchführung wird von der Österreichischen Friedrich und Lillian Kiesler-Privatstiftung organisiert. Eine internationale Experten-Jury von Theoretikern, Künstlern und Architekten vergibt den Preis für „hervorragende Leistungen im Bereich der Architektur und der Künste, die den innovativen Auffassungen Friedrich Kieslers und seiner Theorie der 'correlated arts' entsprechen.“
Erster Preisträger war der kanadische Architekt Frank O. Gehry. Der Preis wurde vom österreichischen Bundeskanzler Viktor Klima übergeben, die Laudatio hielt Architekt Hans Hollein. 2010 ging der Preis mit Heimo Zobernig erstmals an einen österreichischen Künstler.

## Preisträger
- 1998: Frank O. Gehry (Kanada)
- 2000: Judith Barry (USA)
- 2002: Cedric Price (Großbritannien)
- 2004: Asymptote / Hani Rashid + Lise Anne Couture (USA)
- 2006: Olafur Eliasson (Dänemark)
- 2008: Toyo Ito (Japan)
- 2010: Heimo Zobernig (Österreich)
- 2012: Andrea Zittel (USA)
- 2014: Bruce Nauman (USA)
- 2016: Andrés Jaque (Spanien)[4]
- 2018: Yona Friedman (Frankreich)[5]
- 2021: Theaster Gates (USA)[6]
- 2024: Junya Ishigami (Japan)[7]